# Языджиоглу, Мухсин
Мухсин Языджиоглу (тур. Muhsin Yazıcıoğlu; 31 декабря 1954, Элмалы — 25 марта 2009, Гёксун) — турецкий политик, председатель националистической Партии великого единства. Погиб в результате вертолётной аварии.

## Биография
Родился в 1954 году в селении Элмалы, расположенном в окрестностях города Шаркышла ила Сивас. Окончил школу в Шаркышле, затем ветеринарный факультет Анкарского университета. В 1970-х годах входил в организацию «Серые волки». После государственного переворота 1980 года был арестован, 7 лет содержался в тюрьме без предъявления обвинений. В 1987 году был освобождён. Участвовал в деятельности партии националистического движения. В 1991 году прекратил в ней участие. В 1993 году совместно с единомышленниками создал партию великого единства, стал первым председателем партии. В 2002 году партия великого единства принимала участие в парламентских выборах, но не смогла набрать минимальное количество голосов для попадания в парламент.
25 марта 2009 года Мухсин Языджиоглу погиб в результате вертолётной аварии за несколько дней до муниципальных выборов, которые должны были пройти 29 марта.

### Память
В 2012 году именем Мухсина Языджиоглу была названа одна из улиц города Грозный.